# Winnipeg Grain Exchange
Le Winnipeg Grain Exchange est un marché à terme fondé en 1887 dans la ville de Winnipeg, capitale de la province du Manitoba au Canada. Il a été créé pour offrir aux acteurs de la filière céréalière — cultivateurs, négociants et industriels — un outil leur permettant d’anticiper les fluctuations des prix des céréales.
À la fin du XIXe siècle, Winnipeg s’impose comme un centre mondial du commerce des grains, en grande partie grâce à sa situation géographique stratégique, à l’intersection des grandes zones de production céréalière des Prairies canadiennes et des réseaux ferroviaires transcontinentaux.

## Histoire
Créé par l'initiative privée, le Winnipeg Grain Exchange a pour premier président Daniel Hunter McMillan, un officier supérieur qui a participé à l'écrasement de la révolte menée par Louis Riel, puis a fondé une entreprise de minoterie à Winnipeg en 1874. Cette fois, la Winnipeg Grain Exchange a fourni un mécanisme de couverture des risques pour l'économie canadienne, faisant des Prairies une région économique florissante.
Alors que son concurrent nord-américain bénéficiait déjà des services des bourses aux grains de Chicago et de Minneapolis, l'exportateur de céréales canadien se heurtait au chaos qui existait donc dans la gradation des différentes qualités de céréales. Les transports et la manutention étaient lents et coûteux et le manque de silos obligeait l'exportateur à jeter les céréales invendues.
Le Winnipeg Grain Exchange offre à ses membres un espace de négociation, au sein d'un vaste bloc de douze étages, le « Grain Exchange building », où se trouvent réunis les bureaux de toutes les sociétés travaillant sur le marché des céréales. Dans  cet immeuble, où l'on peut accéder à la documentation, aux statistiques et aux chiffres fournis par la Bourse, se commercialise alors la plupart des récoltes canadiennes de céréales. On vient acheter, exporter, emprunter, assurer et affréter. Des téléscripteurs installés à l'intérieur affichent en temps réel les fluctuations de prix aux Bourses de Chicago, Minneapolis et Liverpool. Une chambre arbitrale a été instituée pour régler à l'amiable les litiges qui peuvent opposer deux des membres du « Grain Exchange ».
Par ailleurs, une « Lake snippers clearance association » regroupant les exportateurs qui ont pour activité de charger des céréales à la Tête des Lacs, territoire qui inclut les deux grands ports de céréales, Port Arthur et Fort William, situés au bord du Lac Supérieur, à destination de Montréal pour l'exportation vers l'Europe, ou des ports américains comme Chicago et Milwaukee pour l'exportation vers les États-Unis.
La « Lake snippers clearance association » s'occupe de tous les détails techniques en hiver, lorsque le gel empêche toute navigation, et que le transport des céréales se fait par le chemin de fer jusqu'à Halifax ; seul port canadien libre des glaces l'hiver sur une distance de 3500 km.

### Conflits avec les agriculteurs
L'Association locale de la Territorial Grain Gower' Association (TGGA) à Sintaluta a été préoccupée par le fonctionnement de la bourse aux grains de Winnipeg. Ils persuadèrent le gouvernement fédéral de nommer un « chien de garde » pour s'assurer que la bourse réservait un traitement honnête aux producteurs de grain et envoyèrent Edward Alexander Perdrix à Winnipeg en janvier-février 1905, en mission d'observation. Edward déclara au terme de son observation que la Winnipeg Grain Exchange n'était donc apparemment pas intéressée par les agriculteurs.